# Confraternité de la hache noire
 (juillet 2025).
Si vous disposez d'ouvrages ou d'articles de référence ou si vous connaissez des sites web de qualité traitant du thème abordé ici, merci de compléter l'article en donnant les références utiles à sa vérifiabilité et en les liant à la section « Notes et références ».
La Black Axe Confraternity (BAC) ou confraternité de la hache noire est une organisation criminelle internationale ou mafia, née au Nigeria.

## Historique
Cette organisation est née à la fin des années 1970 au Nigeria, au sein de l'université de Benin. était à l'origine une fraternité d'étudiants, Nouveau Mouvement noir d'Afrique (Neo-Black Movement of Africa ou NBM), qui avait pour but de permettre aux membres d'étendre leur réseau. Bien que les dirigeants du NBM affirment ne pas avoir de relations avec Black Axe, les autorités américaines et canadiennes affirment que les deux sociétés sont « les mêmes ».
La Black Axe arrive en Italie au début des années 2000 et se voit confier par Cosa Nostra la gestion du trafic de crack et d'héroïne. Une fois implantée à Palerme, la confraternité se lance dans le trafic d'être humains : entre 2014 et 2016 le nombre de Nigérianes arrivant en Italie passe de moins de 1 500 à plus de 11 000, environ 80 %, avec une part croissante de mineures livrées à la prostitution[réf. souhaitée].
L'organisation étend son activité dans le reste de l'Europe : reste de l'Italie, Allemagne, Royaume-Uni, Suède, Suisse. Des dizaines de milliers de femmes nigérianes seraient prostituées par l'organisation[réf. souhaitée].
Ses membres et leurs victimes se sont fondus dans les flux d'immigrés provenant d’Afrique subsaharienne, débarquant sur les côtes italiennes, notamment via le Niger et la Libye. L'organisation s'est implantée dans le sud de la péninsule italienne, en Sicile, notamment à Palerme, agissant en sous-traitance de la mafia, avant de remonter vers le nord de l'Italie puis de l’Europe[réf. nécessaire].
En 2022 sa présence est attestée en Suisse dans la ville de Zurich.

## Activités et crimes
L'organisation s'est spécialisée dans le cybercrime mais se livre aussi au trafic de stupéfiants et à la traite des êtres humains[réf. nécessaire].
Parmi de nombreux crimes, elle est responsable du massacre de l'université Obafemi-Awolowo,. En 2021, elle tente de voler 1 million d'euros en pratiquant la fraude à l'aide sociale lors de la pandémie de Covid-19 en république d'Irlande. En novembre 2021, un massacre perpétré par le groupe fait six morts dans la communauté d'Okitipupa au Nigeria.
Elle est impliquée dans les meurtres de plusieurs centaines de personnes et la participation à de multiples activités criminelles dans le monde entier : fraude sur Internet (escroqueries sentimentales, escroqueries à l'héritage, escroqueries immobilières et escroqueries par courriel), trafic international de stupéfiants, traite, prostitution, mise au service de politiciens de « voyous à gages », extorsion, contrefaçon de documents d'identité, copie de cartes de crédit, fraude par chèque, vol et viol[réf. nécessaire].

## Organisation
Les membres du groupe sont connus sous le nom de « Axemen ». Son aile sud-africaine aurait une milice connue sous le nom de « bouchers » pour maintenir la discipline. Les membres de cette confrérie sont reconnaissables à leur habillement : ils portent des pantalons noirs, une chemise blanche à manches longues, un manteau noir avec l'insigne de la hache sur le devant et dans le dos, et un béret noir entouré d'un ruban jaune[réf. nécessaire].

## Interpellations
Interpol a arrêté six dirigeants présumés de Black Axe à Johannesbourg en 2021, et ils pourraient être extradés vers les États-Unis.
En 2022, Interpol organise l'opération « JACKAL ». Cette action permet de saisir 1,2 million d'euros et d'arrêter 75 personnes ; 49 propriétés ont été fouillées,,.

## Idéologie
Les membres prêtent allégeance à une divinité appelée Korofo, le Dieu invisible. Selon leur idéologie, ils luttent contre l'oppression coloniale. Leur nom vient de leur symbole qui représente une hache noire coupant les chaînes de l'oppression. Ils ont des espions connus sous le nom d'« yeux » dans toute la société nigériane[réf. nécessaire].
Comme d'autres mafias nigérianes, les Black Axe ont recours au juju pour dissuader leurs victimes de parler.

## Politique
De nombreux élus de l'État d'Edo sont des axemen.

## Documentaires
- Spécial Investigation : French Connections - Au cœur des nouvelles mafias, réalisation : Jérôme Pierrat, Barbara Conforti, (diffusé le 7 janvier 2013, le 24 août 2013 et le 9 mars 2014)
- Pacôme Thiellement, « Arnaque en ligne : le malheur est un métier qui rapporte des milliards (Blast) », 1er janvier 2023 (consulté le 5 janvier 2023)
- Une enquête de deux ans menée par la BBC: « Crime organisé : le culte ultra-violent qui est devenu une mafia mondiale » publiée le 13 décembre 2021.

## Bande dessinée
- 419 African Mafia, éditions Ankama Éditions, scénario : Loulou Dédola - dessin : Lelio Bonaccorso - couleur : Claudio Naccari, parue en 2014,  (ISBN 978-2-35910-356-4)